# Konklave 1362
Das Konklave von 1362 wählte Guillaume de Grimoard zum Papst, er nahm den Namen Urban V. an; er folgte Papst Innozenz VI. im Palais des Papes von Avignon im Avignonesischen Papsttum.

## Wahl
Zwanzig Kardinäle traten am 2. September ins Konklave ein; die Gruppe bestand grob aus einer französischen und einer gascognischen Fraktion (letztere als Untertanen des englischen Königs in seiner Eigenschaft als Herzog von Aquitanien). Elf oder zwölf von ihnen kamen aus dem Limousin, darunter drei Kardinalnepoten Innozenz‘ VI. und sechs Neffen von Clemens VII.
Nach sechs Tagen einigten sich die Kardinäle auf die Wahl von Kardinal Hugues Roger, einem der Neffen von Clemens VI., der die Wahl mit unklaren Worten ablehnte (im Gegensatz zu vielen Päpsten, die eine Ablehnung vortäuschten, um kurz darauf dann doch anzunehmen). Danach kandidierte Kardinal Raymond de Canillac (ein weiterer Verwandter Clemens‘ VI.), war aber nicht in der Lage, die erforderliche Mehrheit hinter sich zu bringen.
Es wurde klar, dass keiner der Kardinäle die Zweidrittelmehrheit erreichen würde, so dass der Blick des Konklaves sich auf Personen von außerhalb der Kardinalskollegiums richtete. Meinungsverschiedenheiten setzten sich bis zum 28. Oktober fort, bis sich die Kardinäle auf Abt Guillaume de Grimoard verständigten, den Apostolischen Gesandten im Königreich Neapel, der damals in Florenz residierte.
Fünf Jahre nach seiner Wahl beugte sich Urban V. schließlich dem starken Druck aus allen Richtungen und verlegte am 16. Oktober 1367 den Sitz des Papstes nach Rom zurück. Urban V. kehrte jedoch drei Jahre später, am 26. August 1370 nach Avignon zurück. Er starb im Dezember desselben Jahres.

## Wahlberechtigte
20 von 21 Kardinälen nahmen am Konklave teil:
- Hélie de Talleyrand-Périgord (ernannt am 25. Mai 1331) – Kardinalbischof von Albano; Kardinaldekan
- Guy de Boulogne (20. September 1342) – Kardinalbischof von Porto-Santa Rufina; Subdekan des Kardinalskollegiums
- Nicola Capocci (17. Dezember 1350) – Kardinalbischof von Frascati
- Aldouin Alberti (15. Februar 1353) – Kardinalbischof von Ostia und Velletri
- Raymond de Canillac, C.R.S.A. (17. Dezember 1350) – Kardinalbischof von Palestrina
- Hugues Roger, O.S.B. (20. September 1342) – Kardinalpriester von San Lorenzo in Damaso; Kardinalprotopriester und Kämmerer des Heiligen Kardinalskollegiums
- Guillaume d’Aigrefeuille, O.S.B. (17. Dezember 1350) – Kardinalpriester von Santa Maria in Trastevere
- Élias de Saint-Yrieix, O.S.B. (23. Dezember 1356) – Kardinalpriester von Santo Stefano al Monte Celio
- Pierre de Monteruc (23. Dezember 1356) – Kardinalpriester von Sant’Anastasia al Palatino
- Pierre Itier (17. September 1361) – Kardinalpriester von Santi Quattro Coronati
- Jean de Blauzac (17. September 1361) – Kardinalpriester von San Marco
- Gilles Aycelin de Montaigut (17. September 1361) – Kardinalpriester von Santi Silvestro e Martino ai Monti
- Androin de la Roche (17. September 1361) – Kardinalpriester von San Marcello
- Guillaume de La Jugie (20. September 1342) – Kardinaldiakon von Santa Maria in Cosmedin; Kardinalprotodiakon
- Nicolas de Besse (27. Februar 1344) – Kardinaldiakon von Santa Maria in Via Lata
- Pierre Roger de Beaufort (28. Mai 1348) – Kardinaldiakon von Santa Maria Nuova
- Rinaldo Orsini (17. Dezember 1350) – Kardinaldiakon von Sant’Adriano al Foro
- Étienne Aubert (17. September 1361) – Kardinaldiakon von Santa Maria in Aquiro
- Guillaume Bragose (17. September 1361) – Kardinaldiakon von San Giorgio in Velabro; Großpönitentiar
- Hugues de Saint-Martial (17. September 1361) – Kardinaldiakon von Santa Maria in Portico

Ein Kardinal hielt sich in Italien auf und kam nicht zum Konklave:
- Gil Álvarez Carillo de Albornoz (17. Dezember 1350) – Kardinalbischof von Sabina; Generalvikar des Kirchenstaates